# Ratchet & Clank (videojuego de 2016)
Ratchet & Clank es un videojuego de acción-aventura de disparos en tercera persona de plataformas desarrollado Insomniac Games y publicado por Sony Interactive Entertainment para la PlayStation 4. Es un vínculo con la película de 2016 del mismo nombre, así como una nueva versión del primer juego de la serie. El juego se planeó originalmente para ser lanzado en la consola PlayStation 4 en el año 2015, pero se retrasó, junto con la película, hasta abril de 2016 con el fin de darle a la película una mejor campaña de mercadotecnia y al juego un tiempo de pulido adicional.
En contraste con la película en la que se basó, Ratchet & Clank recibió críticas positivas luego del lanzamiento, y los críticos elogiaron especialmente la jugabilidad general, las imágenes, las armas, el diseño mundial y los controles.

## Jugabilidad
El videojuego comparte muchas similitudes de juego con los otros videojuegos de la serie. El principal personaje jugable, que se puede jugar durante la mayor parte del juego, es Ratchet; Clank se puede utilizar en varias partes del juego. Como Ratchet, el jugador navega en diversos entornos, derrotando a los enemigos con una variedad de diferentes armas y artilugios, y atravesando obstáculos. Clank está conectado a Ratchet como una mochila, realizando varias funciones, como permitir el buceo en el agua, deslizarse a través del uso de hélices, y en ocasiones, actuando como un propulsor para permitir el vuelo Las secciones de juego de Clank son drásticamente diferentes, a pesar de que la premisa de navegar por los entornos y los controles siguen siendo las mismas. Clank no está equipado con armas; en cambio, utiliza golpes para vencer a los enemigos. Las secciones de juego de Clank principalmente giran en torno a la solución de acertijos ambientales, en lugar de derrotar a los enemigos.
Aunque el videojuego es una recreación del primer juego, tiene una variedad de elementos de jugables de diferentes entregas de la serie, como el ametrallamiento, armas automáticas y actualizaciones de salud, actualización manual de las armas Raritanium y la inclusión de armas que aparecieron después el primer videojuego También presenta nuevas armas, como el Pixelizer, que, como su nombre indica, da a los enemigos una apariencia de 8 bits. Los entornos se presentan de una manera un tanto lineal, aunque hay varias rutas disponibles para el jugador. El jugador progresa a través de la historia viajando de planeta en planeta. Los nuevos planetas se desbloquean una vez que se han completado los objetivos de historia en planetas anteriores. Además de luchar contra enemigos, el jugador utilizará un Swingshot para cruzar huecos, viajar por los niveles, caminar sobre superficies magnéticas, activar interruptores para abrir nuevos caminos y resolver ocasionalmente el minijuego de piratería.
El jugador desbloquea armas y artilugios a medida que avanza la historia, pero algunos se compran a través de proveedores. Los pernos, que se encuentran en cajas, caídos por los enemigos derrotados y dados como recompensas, actúan como moneda. Las cajas también contienen salud y municiones. Los artículos se usan de diferentes maneras. Los artilugios se equipan automáticamente en ciertos niveles, las armas se deben equipar manualmente y, por último, la OmniWrench, que actúa como arma cuerpo a cuerpo, siempre está equipada ya que tiene un botón dedicado. Varios coleccionables están presentes, como las holocartas, que proporcionan información sobre el mundo, y los pernos de oro, que desbloquean extras estéticos. Los puntos de habilidad, que eran características destacadas en los juegos anteriores de la serie, no regresan, sino que se sustituyen por el sistema de trofeos de PlayStation.
Las carreras, son en forma de carreras de hoverboard y misiones de combate aéreo, en las que el jugador controla una nave espacial, también aparecen en el juego. Los jefes, que son un pilar en la serie, se presentan en algunos niveles. Después de completar el juego, el jugador puede elegir ingresar al "modo de desafío", en el que el nivel de dificultad del juego aumenta considerablemente, pero la mayoría de los objetos, incluidas todas las armas, están disponibles.

## Argumento
El prisionero Shiv Helix será trasladado a una celda conjunta con el recién capturado capitán Qwark. Como es un gran fanático de Qwark, revela que se está haciendo un juego basado en su última aventura. Ansioso por la atención, Qwark acepta contarle a Shiv su versión de la historia. (Al comienzo del juego, se escucha una radio, el locutor indica que otro planeta ha "desaparecido" misteriosamente, y que este es el quinto planeta que lo hace recientemente).
En el planeta Veldin, Ratchet, un joven Lombax que trabaja como mecánico para su padre adoptivo Grim, sueña con unirse a los Rangers galácticos. Mientras pasa rápidamente el examen físico, su pasado criminal convence a Qwark para que lo rechace personalmente. Mientras tanto, en una fábrica en el planeta Quartu, el presidente Alonzo Drek supervisa la construcción de un ejército mecánico construido por el Dr. Nefarious, un ex Ranger Galáctico. Después de que el sistema de la fábrica encuentra un warbot defectuoso que intenta escapar, Drek envía a su teniente Victor Von Ion para que lo destruya. El defectuoso se escapa en un barco robado, pero Victor dispara al motor, causando que el barco se estrelle contra Veldin. Ratchet rescata al defectuoso segundos antes de que exploten los restos. El defectuoso explica que necesita advertir a los Rangers Galácticos de los planes de Drek. Ratchet lo nombra "Clank".
Mientras vuela sobre el planeta Novalis, el dúo es derribado por las fuerzas de Blarg. Rescatan al alcalde, Agnogg Buckwash, quien les pide que salven a su sobrino Skidd McMarx en Aridia, y un fontanero que arregla su barco. Viajando a Kerwan, descubren que la invasión de Drek ya está en progreso. Usando el arsenal de su nave, destruyen los transportes y la nave nodriza de Blargian, pero sobreviven por poco a una bomba colocada en el casco del barco por los hombres de Víctor. Con la ayuda de Big Al, un ingeniero electrónico, frustran un intento de los invasores de destruir el Salón de los Héroes con un tren cargado de explosivos. Como recompensa por su asistencia, Qwark a regañadientes les permite unirse a los Rangers y les proporciona un nuevo barco. Antes de emprender su primera misión, los dos viajan a Aridia y rescatan a Skidd y su agente del Blarg. Skidd les da su hoverboard, así como una invitación a un torneo de carreras en el planeta Rilgar. Ratchet quiere participar pero se entera de que la carrera ha sido cancelada debido a un brote de Ameboids blargianos. Después de que logra eliminarlos, se vuelve a abrir la carrera y Ratchet gana el gran premio.
Qwark contacta al dúo con una tarea para investigar los informes de actividad en un bio-laboratorio remoto de Blarg. Destruyen varios especímenes mutantes creados por Blarg, incluida una gran Snagglebeast. Utilizando la inteligencia obtenida del controlador de Snagglebeast, se dirigen a un centro de investigación dirigido por Nefarious en el planeta Gaspar. Un científico blargiano los contrata para recolectar muestras cerebrales de los experimentos de Nefarious, intercambiándolas por un jetpack y noticias de que Drek se está moviendo para atacar un puesto avanzado de un Ranger en el planeta Batalia. Los dos llegan justo a tiempo para destruir la flota de Blargian con un cañón de energía. Reciben noticias de Grim de que los Blarg están drenando el planeta Pokitaru de su agua dulce, amenazando a un complejo cercano dirigido por el hermano de Grim. Big Al, que se aloja en el complejo,
Qwark convoca una reunión de los Rangers en la Starship Phoenix, donde propone un asalto a Quartu. Los Rangers aceptan el plan. Acceden a los archivos de Drek y descubren su verdadero plan: utilizando el Deplanetizer, una estación espacial armada creada por Nefarious, Drek intenta destruir varios planetas para que pueda combinar sus restos en un mundo artificial para su gente. Al enterarse de que su primer objetivo es Novalis, Qwark va a negociar con Drek mientras los otros Rangers luchan contra sus fuerzas fuera de la estación. Durante la lucha, Víctor se desliza a bordo del buque de apoyo Ranger Phoenixe inflige daño interno severo antes de que Clank lo inhabilite con el sistema de rociadores del barco. Ratchet entra en el Deplanetizer e intenta apagarlo, pero Drek lo incapacita. Qwark revela que ha estado espiando a Drek por despecho, porque Ratchet le había robado el trueno. Drek luego sella a Ratchet en una cápsula de escape y lo expulsa al espacio mientras los Rangers presencian la destrucción de Novalis.
Durante varias semanas, la pérdida del liderazgo de Qwark paraliza a los Rangers (se revela que Drek fue el motivo de la desaparición de otros planetas, es decir: los destruyó). Cuando Ratchet regresa a Veldin, decide tomar la culpa y renunciar. Clank lo insta a reconsiderar, ya que los Blarg se están preparando para destruir su objetivo final: el planeta Umbris, cuya destrucción destruirá innumerables otros mundos debido a una rara convergencia orbital. Ratchet deduce la verdad: Nefarious, enojado por su derrota a manos de los Rangers, ha estado manipulando a Drek, utilizando sus recursos para destruir la galaxia y así poder desacreditarlos. Con su confianza restaurada, Ratchet se dirige al planeta Kalebo III, donde los Blarg han organizado un ataque contra la sede de Gadgetron para adquirir su arsenal de armamento avanzado. El presidente de la compañía le pide que ahuyente a los atacantes a tiempo para el próximo campeonato de la carrera, con un Holo-Guise como premio. Después de ganar el dispositivo, Ratchet confiere con los Rangers antes de dirigirse al Deplanetizer.
Un Qwark cada vez más desilusionado se enfrenta a Drek por romper su promesa de no atacar más a los Rangers. Nefarious llega y se burla de Qwark por su traición antes de despedirlo. Mientras Drek comenta lo bien que ha funcionado su alianza, Nefarious lo convierte en una oveja y lo expulsa en un barco que se dirige al planeta artificial. Mientras tanto, Ratchet, disfrazado de Qwark, quita el núcleo de poder del Deplanetizer, cerrando sus capacidades de disparo. Antes de que puedan escapar, aparece el verdadero Qwark e intenta matarlos hasta que su jetpack no funcione correctamente. Al darse cuenta del error de sus caminos, Qwark designa a Ratchet como el nuevo líder de los Rangers para que pueda tomar a Nefarious bajo custodia. En cambio, Nefarious se pone un traje mech y maniobra el Deplanetizer para estrellarse directamente contra Umbris. El dúo atrae a Nefarious hacia la atracción gravitacional de una estrella enana, lo que provoca que él y su traje se quemen espontáneamente. Con el Deplanetizer desintegrándose del calor de la atmósfera de Umbris, Ratchet, Clank y Qwark usan un teletransportador para escapar segundos antes de que explote.
En el presente, Qwark y Helix están recogiendo basura cerca del Salón de los Héroes. Ratchet y Clank se detienen y saludan a Qwark. Aprovechando la oportunidad, Helix roba la nave de Ratchet y escapa. Mientras el dúo se prepara para ir tras él, le preguntan a Qwark si le gustaría ir, lo cual Qwark acepta.

## Desarrollo
El videojuego fue anunciado durante la conferencia de prensa de Sony en la E3 2014. Los estudios Insomniac Games de California y Carolina del Norte cooperaron en su desarrollo. Varios desarrolladores del primer juego, como el director de diseño de mucho tiempo Brian Allgeier, regresaron para la nueva versión. El juego estaba programado originalmente para un lanzamiento en el año 2015, pero se retrasó hasta 2016 para coincidir con el lanzamiento de la película. Los jugadores que pre-ordenaron el juego recibieron acceso a un arma adicional, el Gorila, que apareció en Going Commando y Up Your Arsenal.
El 11 de enero de 2016, se confirmó que el juego se lanzaría en Francia el 15 de abril de 2016, el resto de Europa el 20 de abril de 2016 y el Reino Unido el 22 de abril de 2016. A diferencia del Ratchet & Clank original, la nueva versión se ejecuta a una velocidad de cuadro de 30 framas por segundo.
El juego estaba en desarrollo paralelo con la película y compartía los mismos modelos de personajes, entornos, animación y algo de escritura. Por ejemplo, Insomniac enviaría a Rainmaker un modelo de personajes en 3D o entorno, y Rainmaker enviaría a Insomniac su versión ligeramente alterada para usar en el juego, por lo que habría paridad entre las piezas. La mayoría de los activos en la película y el videojuego habían sido re-tocados entre las dos partes, y en algunos casos, Insomniac intentaría hacer coincidir la escena de la película lo más posible con el juego. La película y el juego también usaron las mismas herramientas de corrección de color.

## Recepción
De acuerdo con el sitio web de críticas y revisiones Metacritic, Ratchet & Clank recibió "críticas generalmente favorables".
Chris Carter de Destructoid elogió a los personajes, el ritmo y la variada jugabilidad, diciendo que ahora darían la bienvenida a futuros juegos de Ratchet & Clank después de haber pensado previamente que la serie se había quedado sin fuelle. Spencer Campbell de Electronic Gaming Monthly resumió sus opiniones con: "Ratchet & Clank es un regreso a la forma de la serie, pero cualquiera que busque algo más que eso puede estar decepcionado. El juego tira de muchas de las cuerdas adictivas de la original, pero también está empantanado por algunos segmentos más lentos y pasivos".
Andrew Reiner, de Game Informer, elogió especialmente las imágenes del juego, alabando específicamente la cantidad de acción en la pantalla a la vez y los diseños de los entornos. A pesar de que Reiner pensó que la banda sonora era "bastante buena", sí encontró que algunos diálogos "inducían al miedo". Reiner hizo comentarios positivos sobre el juego, con su única crítica de que las secciones que no se centran en la acción de ritmo rápido rompen el flujo del juego. Finalmente, Reiner dijo que "no podía dejar el juego".
Jeb Haught, de Game Revolution, le dio al juego una crítica positiva, alabando las imágenes "sobresalientes", la historia "divertida", el juego "adictivo" y los controles "intuitivos". Cassidee Moser de GameSpot citó el humor, la variedad de juego, armas y artilugios, controles y gráficos como positivos, pero criticó la historia por sentirse "subdesarrollado".
Lucas Sullivan de GamesRadar resumió su opinión con: "A pesar de algunos improvisados vínculos con la película, este es un juego de plataformas magnífico y completamente genial y un digno reinicio para Ratchet & Clank". En IGN Marty Sliva escribió: 'Ratchet y Clank es una culminación de todo lo que Insomniac ha hecho con la serie durante los últimos 14 años.' Sliva complementó las imágenes "absolutamente maravillosas", los sistemas de actualización "gratificantes", la historia "encantadora" y las armas "creativas".
Philip Kollar para Polygon escribió: "No me cansaría de decir que el nuevo Ratchet & Clank es exactamente lo que todos los fanáticos de la serie quieren. Es un poco menos extenso en términos de números duros: menos planetas, menos armas, etc. pero la gran variedad y pulido evita que este excelente reinicio se arrastre demasiado lejos. Hay suficiente aquí para hacer feliz a los fanáticos veteranos, pero tal vez lo más importante para Insomniac y el futuro de la franquicia, debe ganar muchos nuevos fanáticos también ".
En VideoGamer.com Tom Orry resumió su opinión con: "Ratchet & Clank... Es una recomendación fácil. Es muy divertido, parece precioso, se juega bien y casi sirve como un limpiador de paladar a los lanzamientos de juegos de vídeo habituales recién llegados a la serie probablemente encuentra una experiencia más fresca (a pesar de que es una nueva versión adecuada, la familiaridad se infiltra), pero los fanáticos amaran lo que Insomniac ha hecho aquí. Una nueva versión hecha justo en una serie que rara vez pone un pie en el aire".

### Ventas
El juego se convirtió en el juego minorista más vendido en el Reino Unido en su semana de lanzamiento. Las ventas de la nueva versión en su semana de lanzamiento triplicaron las ventas de la semana de lanzamiento de A Crack in Time, el poseedor del récord anterior. La nueva versión también se convirtió en el primer juego de la serie en debutar en el n.° 1 de la lista de ventas de software minorista, mientras que es el título más vendido en PlayStation Store en Europa. El 29 de abril de 2016, se anunció que Ratchet & Clank fue el título más vendido en toda la serie. Fue el número 1 en las listas australianas durante la semana de lanzamiento y se convirtió en el segundo juego más vendido en el mes de abril en los EE. UU. Al por menor y en la PlayStation Store, convirtiéndolo en el mejor lanzamiento de cualquier juego de la serie Ratchet & Clank. El analista de NPD Group, Liam Callahan, exclamó que estas ventas recuperaron el éxito que no se había visto en la franquicia desde el apogeo de la era de PlayStation 2.